# Werner von Haeften
Werner Karl von Haeften (9 de outubro de 1908 - 21 de julho de 1944)  foi um oficial alemão da Segunda Guerra Mundial, tendo participado ativamente no Atentado de 20 de julho.
Werner Karl von Haeften foi um Oberleutnant na Wehrmacht, que tomou parte ao lado de Stauffenberg na conspiração
de 20 de Julho de 1944 para depor  Adolf Hitler, e o regime nazista.
Haeften e seu irmão Hans nasceram em Berlim, filhos de Hans von Haeften, um oficial do exército e presidente do Reichsarchiv (Arquivo Imperial). Ele estudou Direito em sua cidade natal e, em seguida, trabalhou para um banco em Hamburgo até a eclosão da II Guerra Mundial, quando entrou para o exército alemão.
Em 1943, depois de ter se recuperado de ferimentos que tinha sofrido na Frente Oriental, Haeften se tornou ajudante de Oberstleutnant Claus von Stauffenberg, uma das principais figuras da Resistência Alemã.
Em 20 de julho de 1944, Haeften acompanhou Stauffenberg  ao alto comando militar da Wehrmacht perto Rastenburg, Prússia Oriental, onde o último plantou uma bomba numa maleta no bunker de Hitler, o Wolfsschanze. Após a explosão, Stauffenberg e Haeften sairam às pressas para Berlim a fim de darem continuidade no golpe de estado não sabendo que Hitler havia sobrevivido à explosão. No mesmo dia, Haeften, juntamente com Stauffenberg e seus companheiros conspiradores, Friedrich Olbricht e Albrecht Mertz von Quirnheim foram  presos e condenados à morte pelo general Friedrich Fromm. Todos os quatro foram fuzilados depois da meia-noite por um pelotão de fuzilamento de dez homens, do Batalhão de Guarda Grossdeutschland no pátio do Ministério da Guerra, o Bendlerblock. Quando Stauffenberg estava prestes a ser baleado, em um último gesto dramático de desafio, Haeften colocou-se no caminho das balas, e caiu ante os pés de seu colega. Encontra-se sepultado no Memorial da Resistência Alemã, Stauffenbergstr, Berlim na Alemanha.
O irmão de Haeften, Hans, foi executado em 15 de Agosto, na Prisão de Plötzensee.